# Серетеній Векь
Серетеній Векь (рум. Sărătenii Vechi) — село у Теленештському районі Молдови. Адміністративний центр однойменної комуни, до складу якої також входить село Захареука.

## Населення
За даними перепису населення 2004 року у селі проживали 2603 особи.
Національний склад населення села:
| Національність   | Кількість осіб | Відсоток     |
| ---------------- | -------------- | ------------ |
| молдавани румуни | 2470 111       | 94,9 % 4,3 % |
| росіяни          | 14             | 0,5 %        |
| українці         | 7              | 0,3 %        |
| гагаузи          | 1              | < 0,1 %      |
| Всього           | 2603           | 100 %        |

## Відомі люди
- Анестіаді Микола Христофорович (1946—1968)- молдавський радянський кардіохірург, професор.